# 용현동 (인천)
용현동(龍現洞)은 대한민국 인천광역시 미추홀구에 있는 법정동이다. 용현동 일원을 네 개의 행정동(용현1·4동, 용현2동, 용현3동, 용현5동)이 관리한다.
옹진군의 청사가 있는 곳이기도 하다.

## 지명 유래
1903년 8월에 다소면 독정리·비랑리가 되었고, 1906년 5월 다소면 독정리·비룡리로 개칭되었으며, 1914년 3월 1일 부천군 다주면 용정리으로 개편되었다가 1936년에 인천부로 재편입되었다. 1937년 1월 15일 인천부 일지출정으로 이름이 바뀌었고, 1946년 1월 1일 용현동으로 개칭하였다. 독정이란 구한말에 글을 가르치던 서당인 정자가 있어서이고, 비랑이란 파도가 나른다는 뜻이다. 용정이란 비룡리의 "용"과 독정리의 "정"자를 따서 지은 것이다. 일지출정은 일본에서 많이 쓰여지는 이름으로, 해뜨는 지역임을 뜻한다.
용현2동과 5동 일대는 '토지금고'로 불린다. 낙섬에 있던 염전이 1966년 폐염된 이후 대우실업에서 부지를 인수하였고, 1976년 약 148,000m2의 땅을 지금의 한국토지주택공사인 토지금고에 10억 원을 받고 팔았다. 토지금고는 1977년 6월 부지 중 46,280m2를 266필지로 분할 매각하여 우리나라 최초의 토지채권이었던 6억 9,200만원 규모의 1차 토지상환채권을 발행하였고, 채권으로 확보한 자금으로 택지를 조성하였다. 같은 해 10월과 이듬해 3월에 각각 11억원 규모의 2차 채권과 13억원 규모의 3차 채권을 발행하였으며, 1978년 6월 1차 채권의 상환 기간이 끝나 용현동 610, 627 일대에 모범 주택단지를 분양하였다. 이러한 유래로 지금의 지명이 남아 있는 것이다.

## 주거
아파트
- SK건설 인천SK스카이뷰
- SM경남기업 인천 용현 경남아너스빌 (용현동) : 2023년 3월 입주예정.

## 사건
- 인천 아동학대 라면형제 화재사건

## 사진

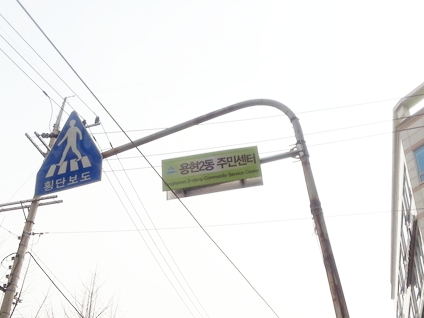
용현2동 주민센터 표지
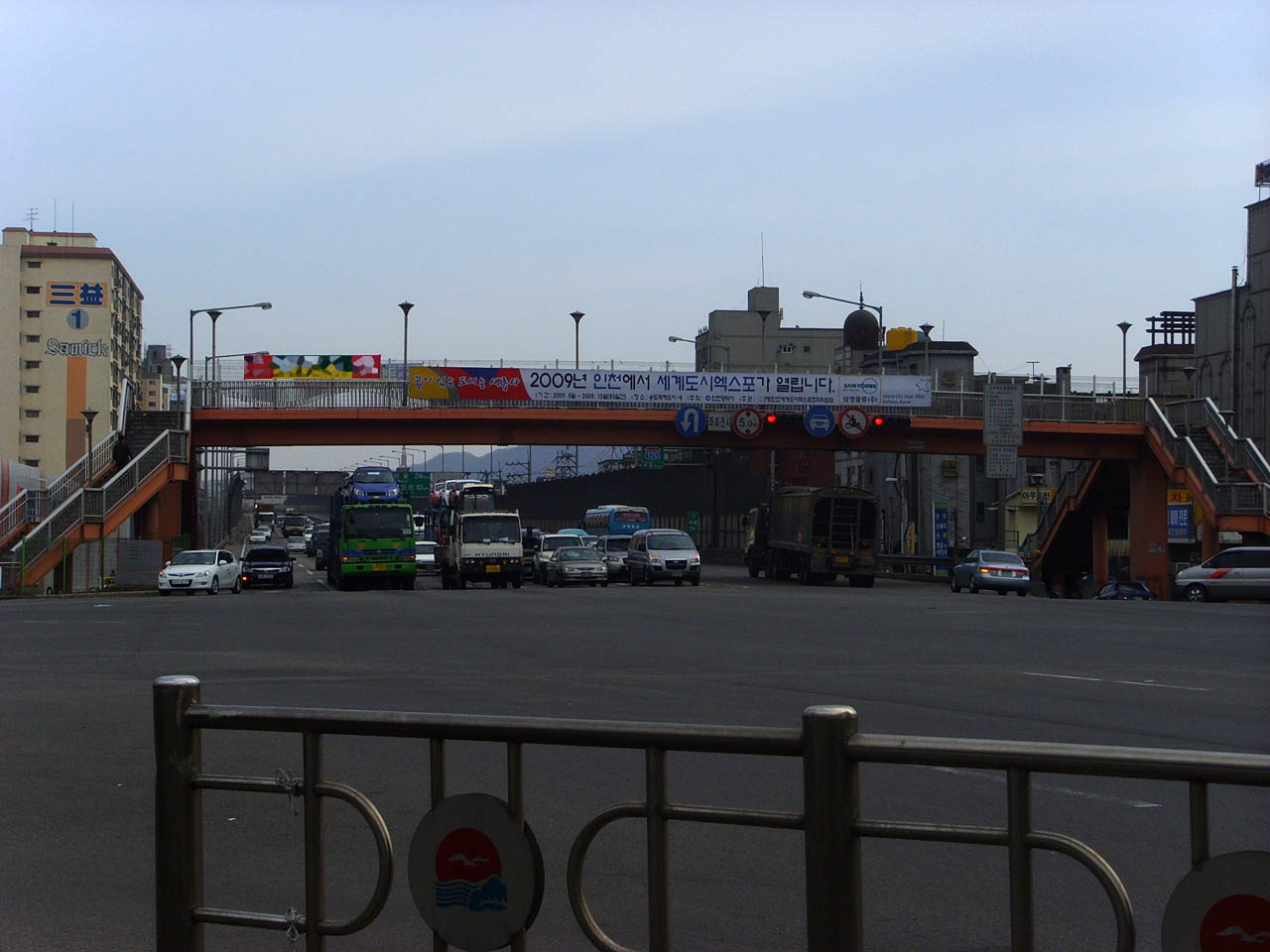
구 경인고속도로의 기점 현 인천대로
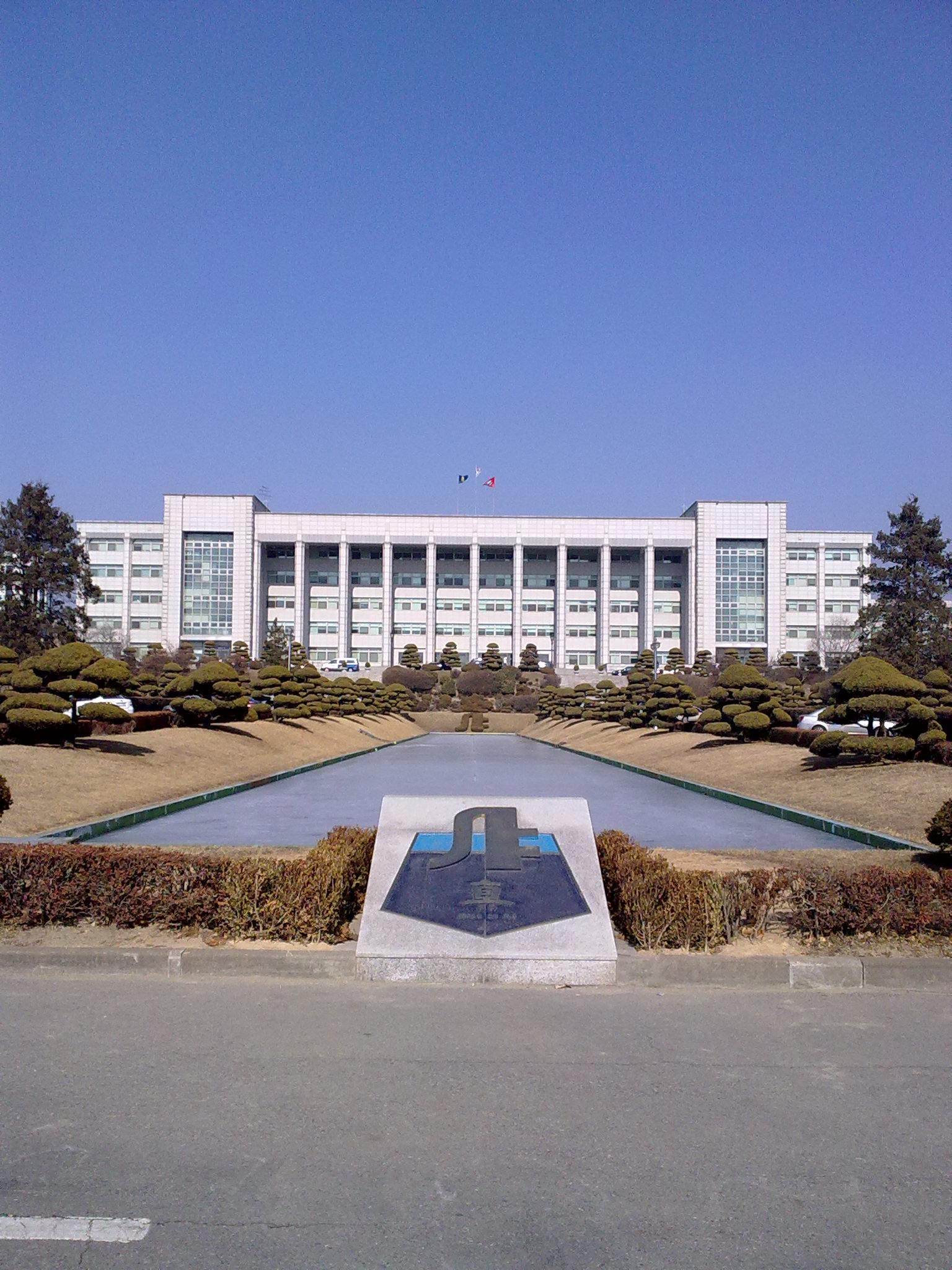
인하대학교 본관
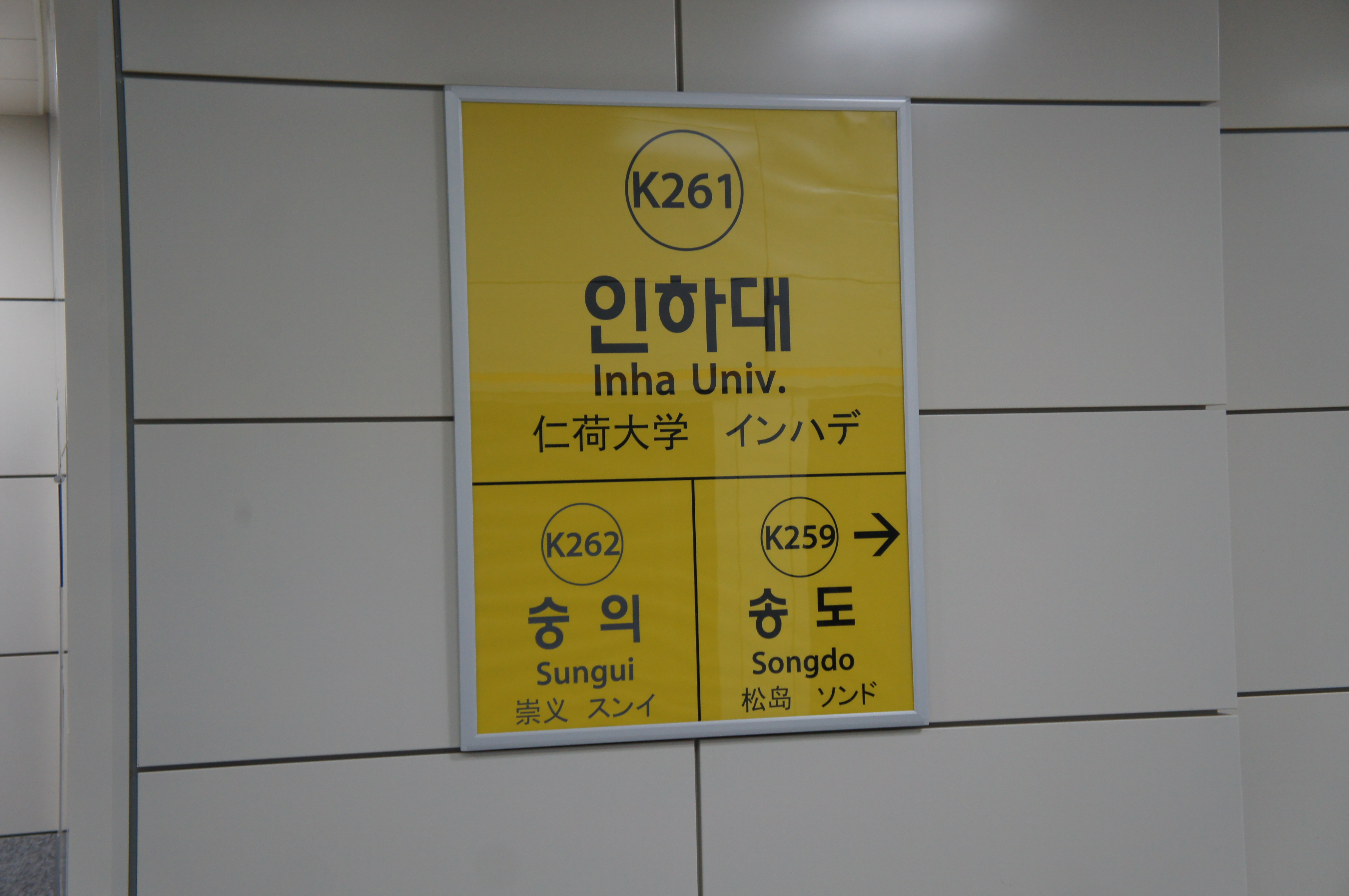
인하대역 관련 역명판